# 月極ラジオ
月極ラジオ（つきぎめラジオ）は、MBSラジオで放送されていた土曜深夜のラジオ番組。

## 概要
今まではラジオではあまり喋ったことがないような俳優、芸人、落語家、探検家さんから関西で活躍中のディスクジョッキー、東京で活躍中の放送作家など、多種多様な人がパーソナリティを担当する。放送時間は、基本的に土曜深夜26時から29時（日曜午前2時から午前5時）までの3時間（ナイター期間中は、ナイター延長のため短縮になることもある）。2006年4月1日の放送をもって三年間続いた番組終了。最終回でこの番組の放送作家を務めた寺本覚によると、三年間の出演者は、計85人に上る。

## 番組オープニングの言葉
「月極ラジオ　この番組は未来のラジオパーソナリティを発掘することを目的とし、また、普段ラジオで話すことのない人たちにも広く門戸を開放しようというものです。担当するのは毎週土曜日、朝の五時まで。期間は一ヶ月のみという短期集中型ラジオ番組です。」（ナレーターは、元毎日放送アナの中村香奈）

## 担当したパーソナリティ

### 2003年
- 2003年4月　西田シャトナー（元・劇団“惑星ピスタチオ”主宰者）
- 2003年5月　加藤ヒロユキ（テノール歌手）
- 2003年6月前半　高須光聖（構成作家）、チロリン、山ちゃん（一週目ゲスト　ジョンBチョッパー（ウルフルズ）、二週目ゲスト　大瀧詠一）
- 2003年6月後半　谷口キヨコ（DJ）と畑中フー（ナレーター）
- 2003年7月　33（さんじゅうさん、アーティスト、岡野アキラとチャンキー松本）
- 2003年8月　シンデレラエキスプレス松井（芸人）と笑福亭銀瓶（落語家）
- 2003年9月　坂本達（ミキハウス社員）と大塚由美（DJ）
- 2003年9月最終週　西村麻子、亀井希生、山中真（MBSアナ）
- 2003年10月　ザ・プラン9（芸人）
- 2003年11月　小笠原匡（狂言師）
- 2003年11月最終週　山中真、河田直也、中村香奈、上田悦子（毎日放送アナ）
- 2003年12月第1週　シンデレラエキスプレス松井と笑福亭銀瓶
- 2003年12月第2週　西田シャトナー
- 2003年12月第3週　33
- 2003年12月第4週　（不明）

### 2004年
- 2004年1月第一週　シンデレラエキスプレス渡辺とチョップリン小林（inファミレス）
- 2004年1月　畑中フーと打越元久（歌手）
- 2004年2月　名越康文（精神科医）と大塚由美
- 2004年3月　小林エミ（ミュージシャン）
- 2004年4月　桂文我（落語家）
- 2004年5月　梅田淳（フリーアナウンサー）（四週目のゲスト、読売テレビの森アナ）
- 2004年5月最終週　馬野雅行（毎日放送アナ）と子守康範（毎日放送元アナ）（鉄道の話題）
- 2004年6月　後藤ひろひとと山内圭哉（Piper、脚本家とミュージシャン）
- 2004年7月　土清水縁（としみゆかり、音楽コミュニケータ）
- 2004年7月最終週　佐野正幸と小関順二（野球評論家）
- 2004年8月　今村克彦（小学校教師）
- 2004年9月第1週　西村麻子と西靖（毎日放送アナ、オリンピックの話題）
- 2004年9月第2週　西村麻子と大月勇（毎日放送アナ、オリンピックの話題）
- 2004年9月後半　大八木淳史（元ラグビー日本代表）
- 2004年10月　倉本美津留（歌手、構成作家）とキタキマユ（歌手）
- 2004年10月第2週　藤沢俊一郎（倉本美津留が台風で大阪に来られず）
- 2004年11月　桂吉弥（落語家）
- 2004年12月第1週　小笠原匡（狂言師）
- 2004年12月第2週　後藤ひろひとと山内圭哉（Piper）
- 2004年12月第3週　ザ・プラン9
- 2004年12月第4週　小林エミ

### 2005年
- 2005年1月第一週はお休み
- 2005年1月　金子達仁（スポーツライター）
- 2005年2月　コザック前田（ガガガSP、ミュージシャン）
- 2005年2月最終週　馬野雅行（毎日放送アナ） ほか（不明、鉄道の話題？）
- 2005年3月前半　土平ドンペイと浪花勇二（俳優）
- 2005年3月後半　及川奈央（女優）
- 2005年4月　佐野正幸と小関順二（野球評論家）
- 2005年5月　小籔千豊（吉本新喜劇）と上田誠（ヨーロッパ企画）
- 2005年6月前半　土平ドンペイと浪花勇二
- 2005年6月後半　金子達仁
- 2005年7月　伊藤洋介（東京プリン）
- 2005年7月最終週　坂本達と大塚由美
- 2005年8月　石田英司（毎日放送社員）とSchatte 岩切（石田の高校の同級生）
- 2005年9月　岡田斗司夫と中野貴雄
- 2005年10月第1週　佐野正幸と小関順二（野球評論家）
- 2005年10月　宮川一朗太（男優）と六車奈々（モデル、タレント）
- 2005年11月　村木よし子（劇団☆新感線、女優）と山村涼子（デス電所、女優）
- 2005年12月第1週　佐野正幸と小関順二（野球評論家）
- 2005年12月第2週　石田英司（毎日放送社員）とSchatte 岩切（石田の高校の同級生）
- 2005年12月第3週　土平どんぺいと浪花勇二（俳優）
- 2005年12月第4週　小籔千豊（吉本新喜劇）と上田誠（ヨーロッパ企画）
（実際には、小籔の体調不良のため、上田とこの番組の放送作家寺本覚が午前4時40分まで担当。その後の約二十分、病院帰りの小籔と上田が担当。）
- 2005年12月第5週　後藤ひろひと、福田転球、久保田浩、石原正一、ザ・プラン9
（月極SP！後藤ひろひとの王立電波局R（リターンズ）として。）

### 2006年
- 2006年1月　戸田学（作家、上方演芸研究家）と柏木宏之（毎日放送アナ）
- 2006年2月前半　大家友和（プロ野球選手　メジャーリーグ、ミルウォーキー・ブルワーズ）と山内佑利子(やまうちえりこ）
- 2006年2月後半　山本シュウ（DJ）
- 2006年3月　土田英生（劇作家）と鈴木田竜二（舞台監督）: 担当は、3月4日・11日・18日・4月1日。ちなみに、3月25日は2006ドバイワールドカップ（競馬）実況中継のため、月極ラジオはお休み。

## 番組終了後の動向
この番組に出演後、MBSラジオのMBS夜な夜な倶楽部を担当していた畑中フーと打越元久、大塚由美などをはじめ、谷口キヨコ、笑福亭銀瓶、名越康文、加藤ヒロユキ、後藤ひろひと、土清水縁（としみゆかり）など番組オープニングの言葉どおり、この番組を担当したのちに毎日放送ラジオでレギュラー番組を持ったパーソナリティも多い。毎年12月は、1週ずつ以前登場したパーソナリティが再登場。

## 番組のサイト
- 月極ラジオ（毎日放送ラジオ）
- 月極ラジオ終了記念・緊急アンケート！（毎日放送ラジオ）